# Журавлёвское (село)
Журавлёвское — село в Омутинском районе Тюменской области России. Административный центр Журавлевского сельского поселения.

## География
Село находится на юге Тюменской области, в пределах юго-западной части Западно-Сибирской низменности, в лесостепной зоне, на расстоянии примерно 21 км (по прямой) к югу от села Омутинское, административного центра района. Абсолютная высота — 130 м над уровнем моря.

### Климат
Климат резко континентальный с холодной продолжительной зимой и тёплым относительно коротким летом. Средняя температура воздуха самого холодного месяца (января) — −18,6 °C (абсолютный минимум — −49 °C); самого тёплого месяца (июля) — 17,6 °C (абсолютный максимум — 38 °С). Среднегодовое количество атмосферных осадков составляет 200—427 мм, из которых до 70 % выпадает в период с мая по октябрь. Продолжительность залегания снежного покрова составляет в среднем 156 дней.

## Население
| 2010 | 2012 |
| ---- | ---- |
| 372  | ↘365 |

### Половой состав
По данным Всероссийской переписи населения 2010 года, в половой структуре населения мужчины составляли 45,7 %, женщины — соответственно 54,3 %.

### Национальный состав
Согласно результатам переписи 2002 года, в национальной структуре населения русские составляли 81 % из 383 чел.